# Palco (araldica)
Palco è un termine utilizzato in araldica per le cresciute nelle corna dei cervi, e per i piani nelle torri e negli edifici; il vocabolo deriva dal greco antico èpalxis (ἒπαλξις) che significa appunto "spalto", *spaldo", "riparo" e che si riferiva dunque a quelle opere difensive perimetrali (torri e mura), dette in latino invece propugnacula, di cui erano dotate una volta città e castelli. Il tedesco Balken ha la stessa origine etimologica, ma nel suo caso mediata dalla voce italiana. 

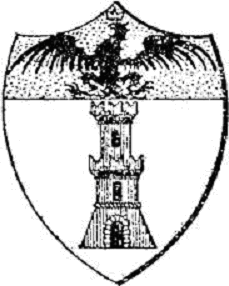
Torre di rosso di due palchi
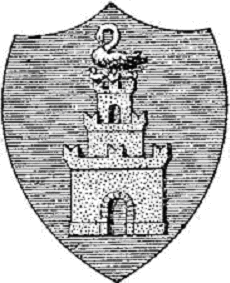
Torre d'oro di tre palchi
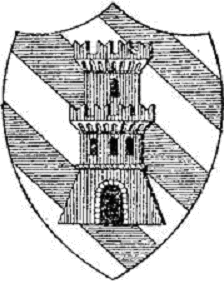
Torre di rosso di due palchi
Torre d'argento di due palchi (stemma del comune di Barbara)